# كاراباش
كاراباش (بالروسية: Карабаш) هي إحدى مدن روسيا في الكيان الفدرالي الروسي تشيليابينسك أوبلاست.